# Усть-Караман
Усть-Караман — село в Энгельсском районе Саратовской области, в составе Красноярского муниципального образования.
Основано в 1765 году как немецкая колония Эндерс.
Население - 207 чел. (2010)

## Название
Первоначально называлась Эндерс. По указу от 26 февраля 1768 года о переименованиях немецких колоний получила название Усть-Караман. Также была известна как Среднее, Срединское, Петерсон/Peterson

## История
Основано в 1765 году. Основатели – 40 семей из Швабии, Гольштейна и Швеции. Лютеранский приход Розенгейм. До 1917 году немецкая колония Красноярского округа (с 1871 года - Красноярской волости) Новоузенского уезда Самарской губернии.
После образования трудовой коммуны (автономной области) немцев Поволжья и до ликвидации АССР немцев Поволжья в 1941 году село Эндерс - административный центр Эндерсского сельского совета Красноярского кантона (с 1927 по 1935 год - в составе Марксштадтского кантона)).
В голод 1921 года в селе родилось 70, умерли 192 человека. В 1926 году в селе имелись сельсовет, кооперативная лавка, сельскохозяйственное кредитное товарищество, начальная школа, передвижная библиотека. В годы коллективизации организован колхоз имени Чапаева. В 1927 году селу Зауморье Марксштадтского кантона официально присвоено название Эндерс.
В сентябре 1941 года немецкое население было депортировано. Село, как и другие населённые пункты Красноярского кантона было включено в состав Саратовской области, впоследствии вновь переименовано в Усть-Караман.

## Физико-географическая характеристика
Село находится в Низком Заволжье, относящемся к Восточно-Европейской равнине, на левом берегу реки Большой Караман, на первой надпойменной террасе реки Волга. В окрестностях населённого пункта распространены тёмно-каштановые почвы солонцеватые и солончаковые почвы. Почвообразующие породы - глины и суглинки.
Расстояние до административного центра сельского поселения села Красный Яр составляет около 10 км.
Часовой пояс
Усть-Караман, как и вся Саратовская область, находится в часовой зоне МСК+1. Смещение применяемого времени относительно UTC составляет +4:00.

## Население
Динамика численности населения
| 1767 | 1773 | 1788 | 1798 | 1816 | 1834 | 1850 | 1859 | 1883 | 1889 | 1897 | 1904 | 1910 | 1920 | 1922 | 1926 | 1931 |
| ---- | ---- | ---- | ---- | ---- | ---- | ---- | ---- | ---- | ---- | ---- | ---- | ---- | ---- | ---- | ---- | ---- |
| 83   | 102  | 149  | 206  | 239  | 444  | 706  | 899  | 1222 | 1233 | 1281 | 1985 | 1844 | 1623 | 1336 | 1430 | 1632 |

| 2002 | 2010 | 2015 |
| ---- | ---- | ---- |
| 155  | ↗160 | ↗174 |